# خلیل‌لی (جلیل‌آباد)
خلیل‌لی (به ترکی آذربایجانی: Xəlilli) یک منطقه مسکونی در جمهوری آذربایجان است که در شهرستان جلیل‌آباد واقع شده است. خلیل‌لی ۶۷۱ نفر جمعیت دارد.